# گنداره (ساتراپی هخامنشی)
گَنداره یا گَداره (به پارسی باستان: 𐎥𐎭𐎠𐎼 Gaⁿdāra) یکی از ساتراپی‌های شرقی شاهنشاهی هخامنشی در آسیای میانه بود این نام پس از حمله هخامنشیان به دره سند، در سنگ‌نوشته‌های مختلف هخامنشی مانند سنگ‌نوشته بیستون یا سنگ‌نوشته DNa داریوش بزرگ دیده می‌شود.

## تاریخچه

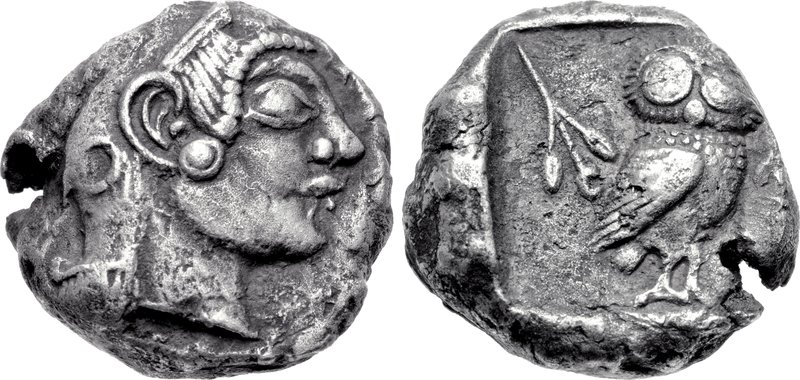
سکه آتنی (c. ۵۰۰/۴۹۰–۴۸۵ پ.م.) در پوشالاواتی کشف شد. این سکه اولین نمونه شناخته شده از نوع خود است که تا کنون در شرق یافت شده است. چنین سکه‌هایی در زمان سلطنت هخامنشی حداقل تا سند به عنوان ارز در این منطقه در گردش بوده است.

در اواخر قرن ششم پ.م. بنیان‌گذار شاهنشاهی هخامنشی، کوروش بزرگ، اندکی پس از فتح ماد، لیدیه و بابل، به گَنداره لشکر کشید و آن را به قلمرو خود ضمیمه کرد.
محقق کی‌خسرو دانجیبوی ستنا اظهار داشت که کوروش تنها سرزمین‌های مرزی فرای سند در اطراف پیشاور را که متعلق به گَنداره بود را فتح کرده است، در همین حال، پوکوساتی که پادشاه قدرتمندی در آن منطقه بود نیز، حکومت خود را بر بقیه گَنداره و پنجاب غربی حفظ کرد. با این حال، به گفته محققی به نام بودا پراکاش، پوکوساتی ممکن است به عنوان سنگری در برابر گسترش شاهنشاهی هخامنشی به شمال غربی جنوب آسیا عمل کرده باشد. این فرضیه بیان می‌کند که ارتشی که نئارخوس ادعا می‌کرد کوروش در گدروزی از دست داده بود، در واقع از پادشاه گَنداری، پوکوساتی شکست خورده است؛ بنابراین، براساس نظر پراکاش، هخامنشیان تنها پس از یک دوره افول گَنداره و پس از سلطنت پوکوساتی، همراه با رشد قدرت هخامنشی در زمان شاهان کمبوجیه دوم و داریوش یکم، می‌توانستند گَنداره را فتح کنند.
با این حال، حضور گَنداره، در میان فهرست ساتراپ‌های هخامنشی در سنگ‌نوشته بیستون داریوش، مؤید این است که شاهنشاهی او، این منطقه را از کوروش به ارث برده است. این فتوحات محدود به گَنداره بود و پس از آن مردمان منطقه پنجاب که قبلاً تحت حاکمیت گَنداری‌ها بودند از خلاء قدرت جدید برای تشکیل دولت‌های کوچک خود استفاده کردند.

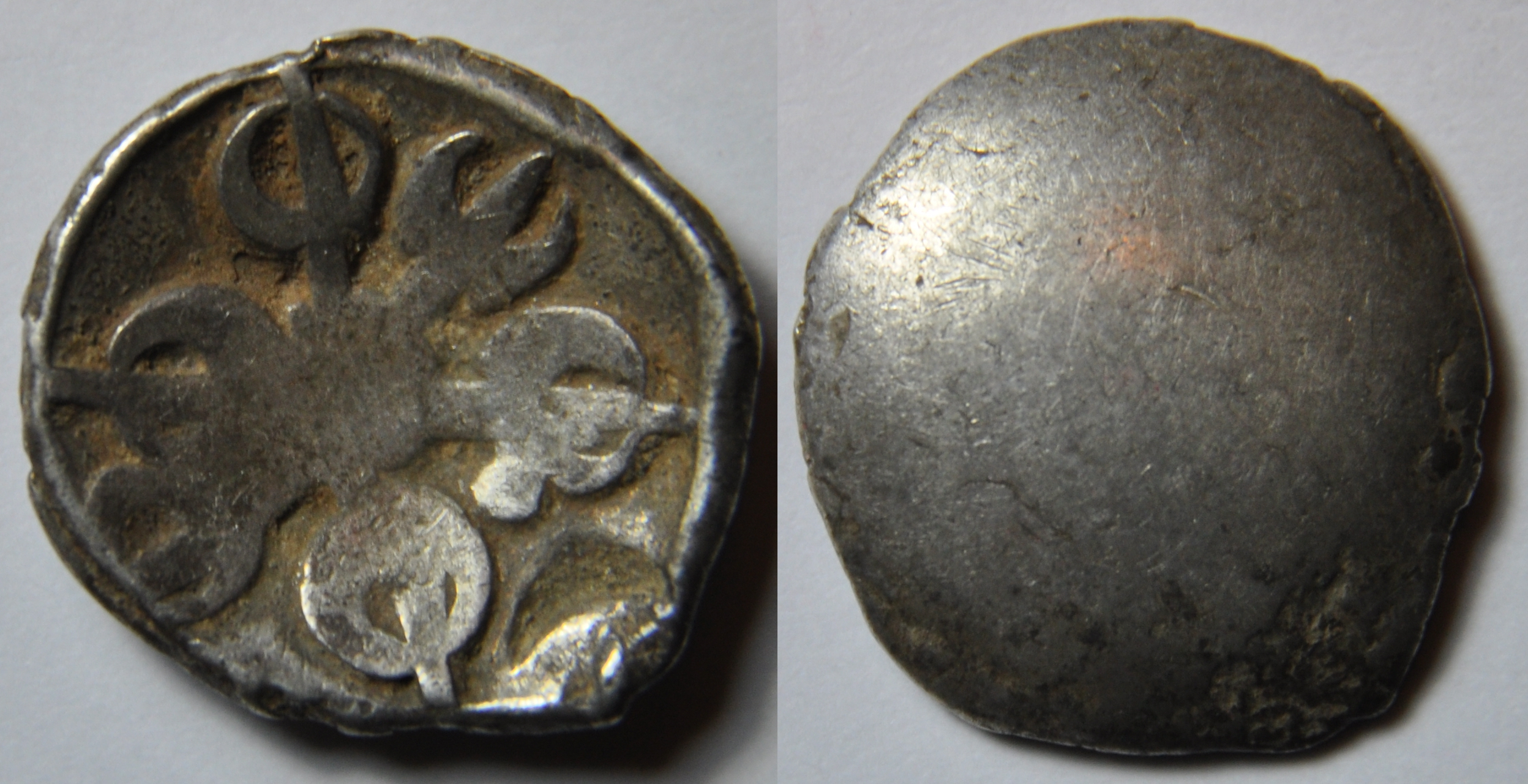
یک سکه نقره، پولی متعلق به ساتراپی گَنداره در حدود ۵۰۰ تا ۴۰۰ پیش از میلاد.

معلوم نیست که پوکوساتی پس از فتح هخامنشیان به عنوان یک دست نشانده ایرانی در قدرت باقی مانده یا یک ساتراپ پارسی جایگزین او شد، اگرچه منابع بودایی ادعا می‌کنند که او پس از دست دادن از تاج و تخت خود، یک راهب پیرو بودا شد.

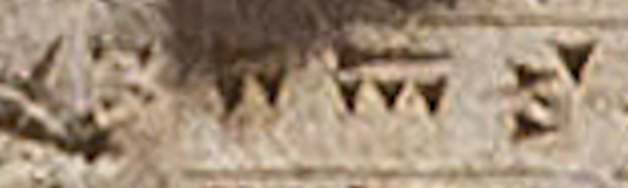
نام گَنداره (𐎥𐎭𐎠𐎼 به خط میخی پارسی باستان) در کتیبه DNa داریوش بزرگ (حدود ۵۰۰ پیش از میلاد).

تحت حکومت پارسی‌ها، برای اولین بار یک سیستم مدیریت متمرکز به همراه یک سیستم بوروکراتیک وارد دره سند شد و یک ساتراپی بهمراه مرکزش تأسیس شد.
ساتراپی گَنداره که در سال ۵۱۸ پ.م. به همراه پایتخت آن پوشکالاواتی (چارسده) تأسیس شد. ساتراپی گَنداره، در منطقه امروزی خیبر پختونخوا قرار داشت. در زمان حکومت هخامنشیان، الفبای خروشتی، برگرفته از الفبای آرامی در این منطقه توسعه یافت و تا سال ۲۰۰ میلادی به عنوان خط رسمی گَنداره باقی ماند.
سنگ‌نوشته روی مقبره داریوش در نقش رستم نزدیک تخت جمشید، گَنداره را به همراه هندوش در فهرست ساتراپی‌ها ثبت کرده است. در حدود سال ۳۸۰ پیش از میلاد، قدرت ایران در منطقه تضعیف شده بود. بسیاری از پادشاهی‌های کوچک در گَنداره به وجود آمدند.